# Malé Kosihy
Malé Kosihy és un poble i municipi d'Eslovàquia que es troba a la regió de Nitra, al sud-oest del país. El 2021 tenia 379 habitants.

## Demografia
| Godina             | 1994 | 2004    | 2014 | 2024   |
| ------------------ | ---- | ------- | ---- | ------ |
| Nombre de persones | 448  | 386     | 386  | 364    |
| Diferència         |      | −13,83% | +0%  | −5,69% |

| Godina             | 2023 | 2024   |
| ------------------ | ---- | ------ |
| Nombre de persones | 363  | 364    |
| Diferència         |      | +0,27% |